# Garnikowo
Garnikowo (mac. Гарниково) – wieś w południowej Macedonii Północnej, terytorialnie i administracyjnie należąca do gminy Kawadarci. Według stanu na 2002 rok jej liczebność wynosiła 3 mieszkańców.

położenie wsi na mapie gminy

Według danych ze spisu powszechnego przeprowadzonego w 2002 roku, wieś Garnikowo zamieszkiwały 3 osoby deklarujące następującą narodowość: 
- Macedończycy – 3 (100%)